# Mistika
Mistika is een geslacht van kevers uit de familie bladkevers (Chrysomelidae).
De wetenschappelijke naam van het geslacht werd in 2001 gepubliceerd door Mohamedsaid.

## Soorten
- Mistika malaysiana Mohamedsaid, 2001